# گروه سوپر باک
گروه سوپر باک (انگلیسی: Super Bock Group) شرکت گردشگری پرتغالی است، که در سال ۱۸۹۰ تأسیس شد.